# Kabinett Davíð Oddsson III

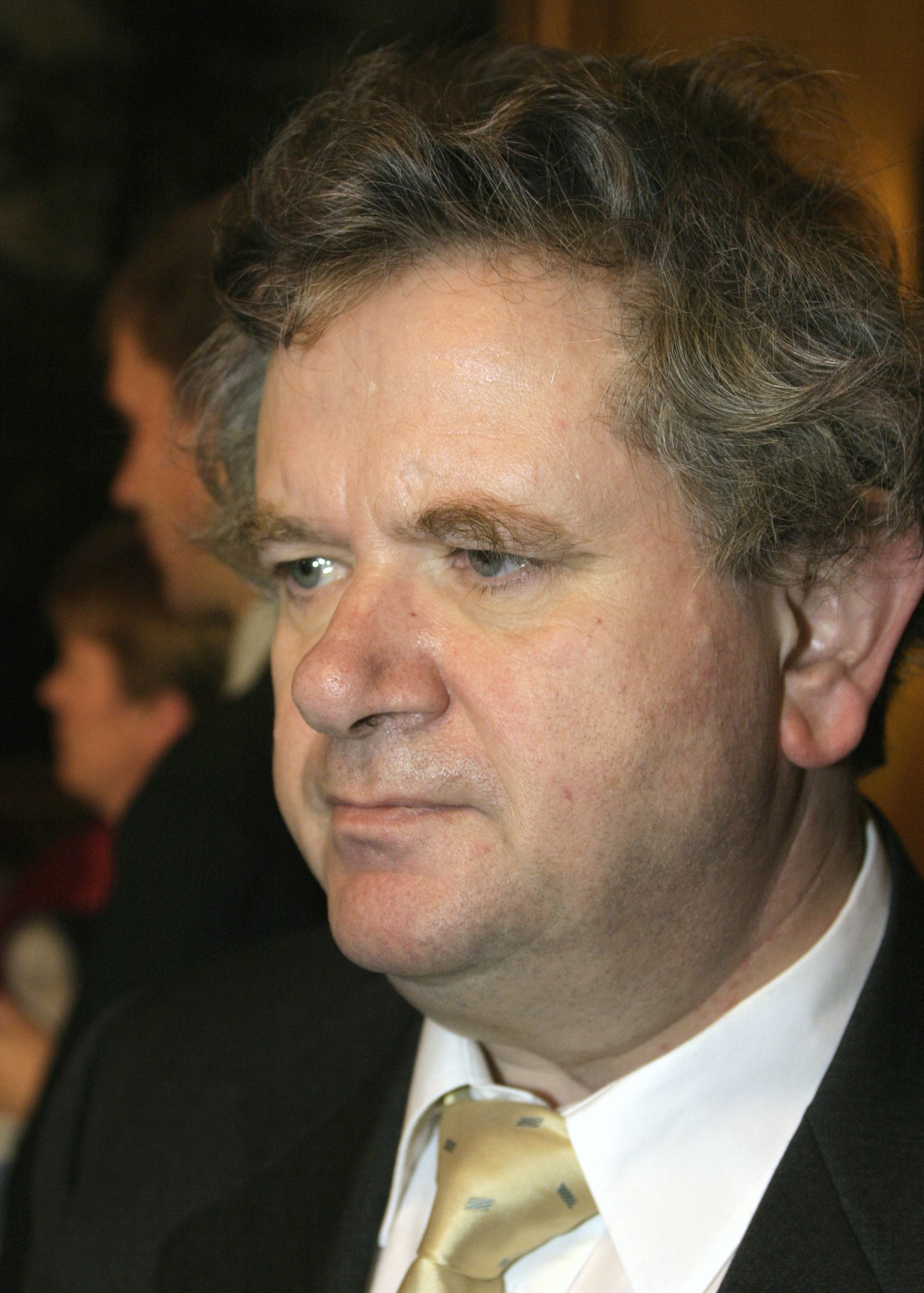
Davíð Oddsson war von 1991 bis 2004 Premierminister von Island und bildete in dieser Zeit vier Kabinette

Das Kabinett Davíð Oddsson III war eine Regierung der am 17. Juni 1944 ausgerufenen Demokratischen Republik Island (isländisch Lýðveldið Ísland). Es wurde am 28. Mai 1999 gebildet und löste das Kabinett Davíð Oddsson II ab. Es blieb bis zum 23. Mai 2003 im Amt, woraufhin es vom Kabinett Davíð Oddsson IV abgelöst wurde. 
Dem Kabinett gehörten Mitglieder der Unabhängigkeitspartei (Sjálfstæðisflokkurinn) sowie der Fortschrittspartei (Framsóknarflokkurinn) an.

## Regierungsmitglieder
| Amt                                                                                             | Amtsinhaber                               | Beginn der Amtszeit           | Ende der Amtszeit              |
| ----------------------------------------------------------------------------------------------- | ----------------------------------------- | ----------------------------- | ------------------------------ |
| Premierminister                                                                                 | Davíð Oddsson                             | 28. Mai 1999                  | 23. Mai 2003                   |
| Minister für Statistik (Hagstofa Íslands)                                                       | Davíð Oddsson                             | 28. Mai 1999                  | 23. Mai 2003                   |
| Außenminister                                                                                   | Halldór Ásgrímsson                        | 28. Mai 1999                  | 23. Mai 2003                   |
| Fischereiminister                                                                               | Árni M. Mathiesen                         | 28. Mai 1999                  | 23. Mai 2003                   |
| Bildungsminister                                                                                | Björn Bjarnason Tómas Ingi Olrich         | 28. Mai 1999 2. März 2002     | 2. März 2002 23. Mai 2003      |
| Minister für Industrie und Handel Ministerin für Industrie und Handel                           | Finnur Ingólfsson Valgerður Sverrisdóttir | 8. Mai 1999 31. Dezember 1999 | 31. Dezember 1999 23. Mai 2003 |
| Finanzminister                                                                                  | Geir Haarde                               | 28. Mai 1999                  | 23. Mai 2003                   |
| Landwirtschaftsminister                                                                         | Guðni Ágústsson                           | 28. Mai 1999                  | 23. Mai 2003                   |
| Ministerin für Gesundheit und soziale Sicherheit Minister für Gesundheit und soziale Sicherheit | Ingibjörg Pálmadóttir Jón Kristjánsson    | 28. Mai 1999 14. April 2001   | 14. April 2001 23. Mai 2003    |
| Sozialminister                                                                                  | Páll Pétursson                            | 28. Mai 1999                  | 23. Mai 2003                   |
| Umweltministerin                                                                                | Siv Friðleifsdóttir                       | 28. Mai 1999                  | 23. Mai 2003                   |
| Justizministerin und Ministerin für Kirchenangelegenheiten                                      | Sólveig Pétursdóttir                      | 28. Mai 1999                  | 23. Mai 2003                   |
| Verkehrsminister                                                                                | Sturla Böðvarsson                         | 28. Mai 1999                  | 23. Mai 2003                   |